# Petrified Forest
Petrified Forest är en nationalpark i Apache County och Navajo County i nordöstra Arizona i USA. Den innehåller en av världens största och mest färgfulla samling av förstenad skog, mest av den utdöda arten (och barrträdssläktet) Araucarioxylon arizonicum.